# Epifanio Méndez Fleitas
Pour les articles homonymes, voir Mendez et Fleitas.
Epifanio Méndez Fleitas (né en 1917 à San Pedro del Paraná (en), au Paraguay et mort en 1985 à Buenos Aires) est un musicien, poète, essayiste et homme politique paraguayen.

## Biographie
Considéré comme un intellectuel, il a différentes responsabilités dans l’administration publique. Il est ainsi chef de la Police entre 1949 et 1952, et président de la Banque centrale du Paraguay de 1952 à 1955.
Sa critique claire contre les débuts de la dictature sanglante du général Alfredo Stroessner (1954-1989) lui vaut d’être enfermé en prison, et torturé. Il part en exil en Uruguay, puis en Argentine et aux États-Unis. Il est aussi le protecteur et le promoteur de la musique paraguayenne. Enregistrant de la musique comme « Conjunto San Solano », il laisse à la postérité une partie de la musique populaire de son pays.
Il meurt à Buenos Aires en 1985.
Son neveu Fernando Lugo, évêque du Paraguay puis homme politique, devient ensuite président du Paraguay.